# ردندرة شابمانية
ردندرة شابمانية (الاسم العلمي:Rhododendron chapmanii) هي نوع من النباتات تتبع جنس الردندرة من الفصيلة الخلنجية.